# 美国护照卡
美國护照卡（英語：United States passport card）是一种由美国联邦政府签发的旅行证件，大小和信用卡相若，比美国护照更为方便且成本低廉。与美国护照本一样，护照卡仅可由美国国务院签发给美国国籍持有者，可作为国籍和身份的证明。护照卡允许其持有人在美国境内乘坐国内航班旅行，或用于从加拿大、墨西哥、加勒比和百慕大的水陆口岸进入美国，但不可用于国际航空旅行。
护照卡早期被称为「人员访问安全服务卡」（英語：People Access Security Service Card）或「PASS卡」（英語：PASS Card），是西半球旅行计划 (WHTI) 协议的成果之一，该协议对旅行者提出了更严格的文件要求，美国国务院于是开始签发护照卡以满足证件要求。护照卡自2008年2月1日起接受申请，2008年7月14日起开始生产。截至2016年底，已有超过1200万张护照卡被签发给了美国公民。该卡由L-1 Identity Solutions公司制造。
具有类似用途的国民身份证在欧盟和欧洲自由贸易联盟国家内很常见，供国内和国际旅行使用，不同的是，这些国家通常强制携带此类身份证。与之相对，美国没有一个州强制要求携带身份证或护照卡以供旅行。

## 参阅
- . Geneva: League of Nations. 1922. OCLC 46235968.
- Holder IV, Floyd William.  (M. P. A.论文). San Marcos: Texas State University. Fall 2009  [2022-01-09]. OCLC 503473693. Docket Applied Research Projects, Paper 308. （原始内容存档于2012-02-11）.
- Lloyd, Martin.  2nd. Canterbury: Queen Anne's Fan. 2008 [2003]. ISBN 978-0-9547150-3-8. OCLC 220013999.
- Salter, Mark B. . Boulder, Co: Lynne Rienner Publishers. 2003. ISBN 978-1-58826-145-8. OCLC 51518371.
- Torpey, John C. . Cambridge studies in law and society. Cambridge: Cambridge University Press. 2000. ISBN 0-521-63249-8. OCLC 59408523.
- United States; Hunt, Gaillard. . Washington: Govt. print. off. 1898. OCLC 3836079.